# Ngày Yêu nước

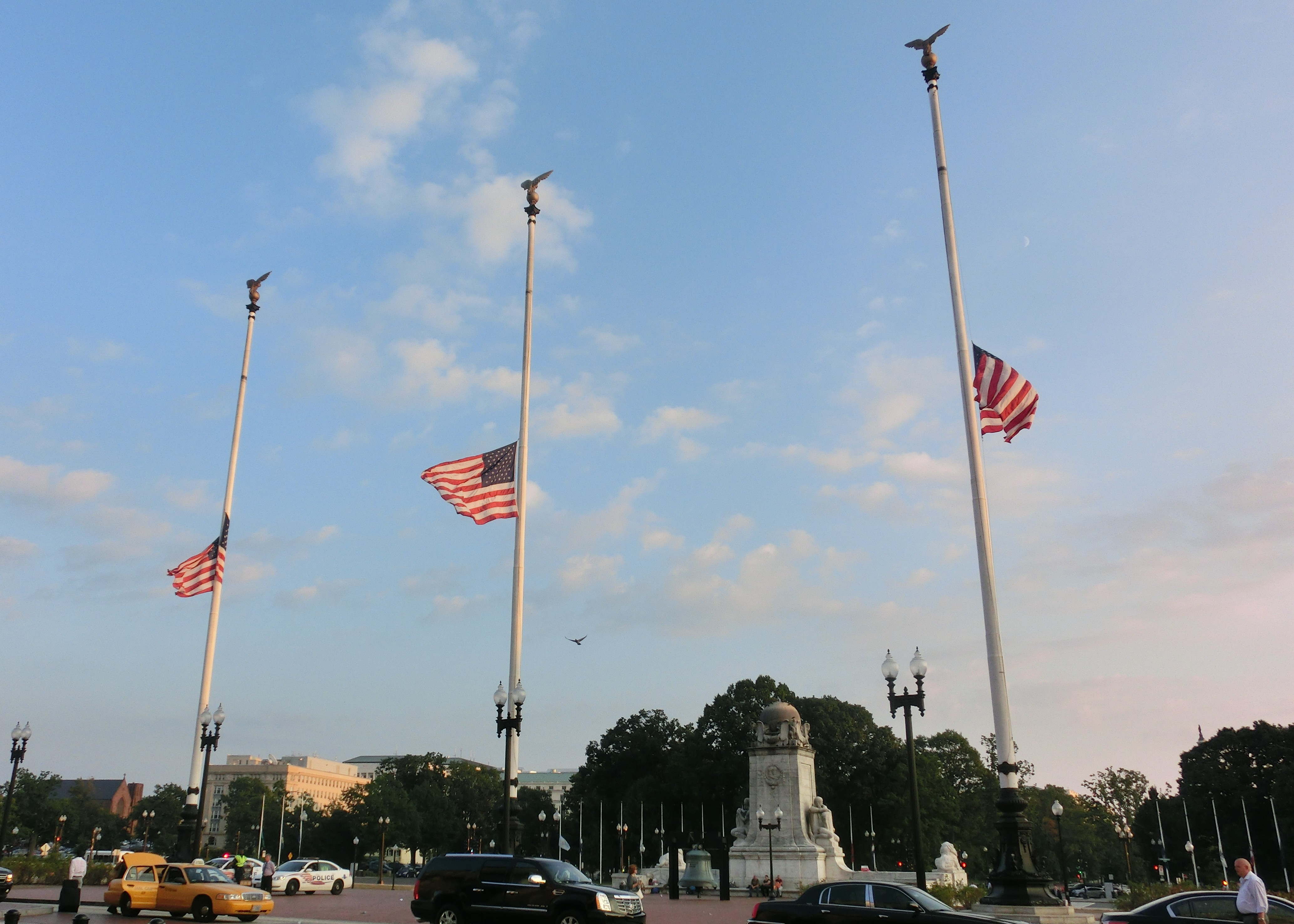
Ảnh chụp ba quốc kỳ Hoa Kỳ treo rủ ở Washington, D.C. vào năm 2013.

Ngày Yêu nước (tiếng Anh: Patriot Day) là một ngày lễ của Hoa Kỳ diễn ra nhằm ngày 11 tháng 9 hằng năm nhằm tưởng nhớ những thương vong trong Sự kiện 11 tháng 9 xảy ra năm 2001.

## Lịch sử
Ngay sau khi diễn ra vụ tấn công ngày 11 tháng 9 năm 2001 do quân khủng bố Al-Qaeda gây ra, Tổng thống Hoa Kỳ George W. Bush đã tuyên bố ngày thứ Sáu 14 tháng 9 năm 2001 là "Ngày Quốc gia Cầu nguyện và Tưởng nhớ nạn nhân của các cuộc tấn công khủng bố ngày 11 tháng 9 năm 2001" (National Day of Prayer and Remembrance for the Victims of the Terrorist Attacks on September 11, 2001).
Ngày 25 tháng 10 năm 2001, dân biểu Đảng Cộng hòa Vito Fossella của tiểu bang New York với sự ủng hộ của 22 người khác đã đệ trình Hạ viện Hoa Kỳ thông qua dự luật đặt ngày 11 tháng 9 là "Ngày Đau buồn Quốc gia". Nghị quyết thông qua đã quyết nghị ngày 11 tháng 9 năm 2002 là ngày Yêu nước đầu tiên.
Danh sách 22 người ủng hộ là:
- Gary Ackerman (Đảng Dân chủ-tiểu bang NY)
- Rick Boucher (Đảng Dân chủ-tiểu bang VA)
- Eliot Engel (Đảng Dân chủ-tiểu bang NY)
- Phil English (Đảng Cộng hòa-tiểu bang PA)
- Randy Forbes (Đảng Cộng hòa-tiểu bang VA)
- Benjamin Gilman (Đảng Cộng hòa-tiểu bang NY)
- Felix Grucci (Đảng Cộng hòa-tiểu bang NY)
- Maurice Hinchey (Đảng Dân chủ-tiểu bang NY)
- Steve Israel (Đảng Dân chủ-tiểu bang NY)
- Peter T. King (Đảng Cộng hòa-tiểu bang NY)
- Ray LaHood (Đảng Cộng hòa-tiểu bang IL)
- Nita Lowey (Đảng Dân chủ-tiểu bang NY)
- Carolyn Maloney (Đảng Dân chủ-tiểu bang NY)
- Michael R. McNulty (Đảng Dân chủ-tiểu bang NY)
- Jim Moran (Đảng Dân chủ-tiểu bang VA)
- Jerry Nadler (Đảng Dân chủ-tiểu bang NY)
- John E. Peterson (Đảng Cộng hòa-tiểu bang PA)
- Thomas M. Reynolds (Đảng Cộng hòa-tiểu bang NY)
- Ed Schrock (Đảng Cộng hòa-tiểu bang VA)
- Don Sherwood (Đảng Cộng hòa-tiểu bang PA)
- Edolphus Towns (Đảng Dân chủ-tiểu bang NY)
- James T. Walsh (Đảng Cộng hòa-tiểu bang NY)

Từ năm 2009 đến 2016, Tổng thống Barack Obama tuyên bố ngày 11 tháng 9 là "Ngày Yêu nước và Ngày Quốc gia về Phụng sự và Tưởng nhớ" (Patriot Day and National Day of Service and Remembrance) theo Pub.L. 111–13, luật Edward M. Kennedy Serve America Act.
Năm 2017, Tổng thống Donald Trump tuyên bố các ngày 8–10 tháng 9 là "Ngày Quốc gia Cầu nguyện và Tưởng nhớ", còn ngày 11 tháng 9 là Ngày Yêu nước.